# Bayerisch Gmain
Pour les articles homonymes, voir Bayerisch.
Bayerisch Gmain est une commune du district de Haute-Bavière dans l'arrondissement du Pays-de-Berchtesgaden. Elle jouxte Bad Reichenhall. C'est un ruisseau le Weißbach qui sépare Bayerisch Gmain de la commune autrichienne de Großgmain.

## Économie
Le tourisme est la principale ressource. Le déclin du thermalisme a entrainé le développement d'activités touristiques sportives comme la marche nordique le ski de fond ou le canyoning.

## Centres d'intérêt
Bayerisch Gmain est une station thermale. La vieille conduite de saumure en bois, qui allait de la mine de Berchtesgaden jusqu'à la saline de Bad Reichenhall est en partie conservée.

## Natifs de la ville
- Hans Erlwein (1872-1914), architecte, conseiller architectural à Bamberg et Dresde.
- Max Bernuth (1872-1960), peintre et illustrateur.
- Claire Waldoff (1884-1957), chanteuse de cabaret.